# Grumman F9F Panther
Il Grumman F9F Panther era un caccia-cacciabombardiere monomotore a getto ad ala dritta prodotto dall'azienda statunitense Grumman tra la fine degli anni quaranta e l'inizio del decennio successivo ed impiegato operativamente dalla United States Navy durante la guerra di Corea.
Il Panther rappresentò il passaggio della produzione Grumman dai caccia imbarcati ad elica a quelli a reazione. Durante la guerra di Corea venne accreditato del primo abbattimento da parte di un velivolo della marina, un caccia Yakovlev Yak-9 avversario, venendo largamente impiegato in vari ruoli, dopo che il compito della superiorità aerea venne affidato agli North American F-86 Sabre, di attacco al suolo.
Lo sviluppo del Panther, resosi necessario per riuscire ad essere competitivo con i pari ruolo di produzione sovietica, fu la versione F9F-6, evolutasi talmente dal progetto originale che le fu assegnato un nuovo nome, l'F9F Cougar.

## Storia

### Sviluppo

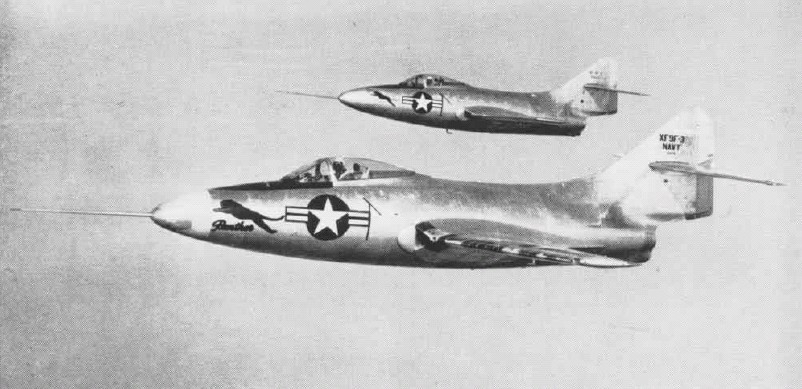
i prototipi XF9F-2 e XF9F-3 durante un volo nel 1948.

La Grumman avviò degli studi per sviluppare il suo primo velivolo dotato di propulsione a getto iniziando appena terminata la seconda guerra mondiale. Il prototipo del Panther venne portato in volo per la prima volta il 24 novembre 1947 dal pilota collaudatore Corky Meyer. Il propulsore adottato era un turbogetto J42, il britannico Rolls-Royce Nene prodotto localmente su licenza dalla Pratt & Whitney. Poiché non vi era spazio sufficiente per il combustibile, né all'interno le ali né nella fusoliera, per soddisfare le esigenze del motore, vennero montati in modo permanente dei serbatoi alle estremità alari i quali contribuirono anche ad attenuare il rollio ed a migliorarne le caratteristiche di volo. Il Panther ottenne l'autorizzazione di effettuare voli dalle portaerei nel settembre 1949. Durante la fase di sviluppo la Grumman decise di cambiare il motore con il Pratt & Whitney J48-P-2, una versione prodotta su licenza del britannico Rolls-Royce Tay. Successivamente venne provato anche un Allison J33-A-16, uno sviluppo del Rolls-Royce Derwent.
Dal 1946 venne considerato un nuovo ulteriore sviluppo del velivolo per compensare l'inferiorità palesata nei confronti dei MiG avversari durante gli scontri nei cieli della Corea. Il nuovo modello, il "Design 93" caratterizzato dall'adozione di un'ala a freccia, pur mantenendo la designazione ufficiale F9F del Panther essendone di fatto una versione derivata acquisì comunque un nuovo nome per distinguerlo dal precedente, il Cougar.

## Utilizzatori
Argentina
- Aviación Naval

 Stati Uniti
- United States Marine Corps
- United States Navy

## Cultura di massa
Il Grumman F9F Panther dell'US Navy è il velivolo protagonista del film statunitense del 1954 I ponti di Toko-Ri diretto dal regista Mark Robson. Ambientato durante la guerra di Corea, il film si basa su un background storico in cui si snodano le vicende del protagonista, il tenente pilota Harry Brubaker che vola, appunto, su un F9F. 
Il film è tratto dall'omonimo romanzo di James Michener del 1953; nel libro il tenente Brubaker però vola su F2H Banshee, che in pianta è abbastanza simile al Panther e che nella guerra di Corea ricoprì gli stessi ruoli.